# Probopyrus giardi
Probopyrus giardi är en kräftdjursart som beskrevs av Weber 1892. Probopyrus giardi ingår i släktet Probopyrus och familjen Bopyridae. Inga underarter finns listade i Catalogue of Life.